# Jubete
Jubete är ett vattendrag i Burundi.   Det ligger i provinsen Rutana, i den centrala delen av landet, 90 kilometer sydost om huvudstaden Bujumbura.
Omgivningarna runt Jubete är en mosaik av jordbruksmark och naturlig växtlighet. Runt Jubete är det ganska tätbefolkat, med 199 invånare per kvadratkilometer.